# یواس‌اس کاتالپا (ای‌ان-۱۰)
یواس‌اس کاتالپا (ای‌ان-۱۰) (به انگلیسی: USS Catalpa (AN-10)) یک کشتی بود که طول آن 163' 2" بود. این کشتی در سال ۱۹۴۱ ساخته شد.